# Montserrat Campmany i Cortés
Montserrat Campmany i Cortés (Barcelona, 7 de març de 1901 - Buenos Aires, 31 de maig de 1995) fou una pianista, cantant, pedagoga i compositora catalana.

## Biografia

#### Infància
Montserrat Campmany va néixer al carrer Casp de Barcelona el 7 de març de 1901, filla de Francesc Campmany i Capdevila i d'Elvira Cortés, ambdós de Barcelona.
La família de Montserrat Cortés es va traslladar a Buenos Aires per motius econòmics el 1909, quan aquesta tenia 8 anys d’edat. És allà on els seus pares van veure les grans qualitats de la seva filla per a la música, així doncs, decideixen matricular-la a l’ Escola Argentina de Música, on hi estudià amb Guido Cappocci (cant), Julián Aguirre (piano), Alberto Schiuma (violoncel) i Constantino Gaitó (composició), obtenint els títols en totes les matèries.

#### Argetina
El 1917 l'Orfeó català de Buenos Aires va organitzar un concurs de composició, on Montserrat Campmany va ser premiada per una obra per a cor intitulada Raïms i espigues. Va ser la primera dona a entrar a formar part del Grupo de Compositores del Instituto de Musicologia del que era director Carlos Vega. La majoria de les seves obres estan compostes per a veu, i en destaquen Hilando (1920) i Poemas de Cuyo (1925). Escrigué una sèrie de cançons amb versos de Rubén Darío en les que utilitza l'escala incaica modificant-la d'una manera molt rica i variada.
Composant les seves primeres obres, utilitza en molt l’escala pentatònica incaica, principalment en el mode menor (La-Do-Re-Mi-Sol-La), amb variacions, apropant-se així a un estil nacionalista.

#### Barcelona
El 1928 es trasllada a Barcelona per treballar la rítmica Dalcroze amb Juan Llongueras, mètode el qual va posar en pràctica amb els seus alumnes. També treballa música de cambra amb Juan Massiá i anàlisi musical amb Blanca Selva.
A Barcelona, continua estudiant amb els professors Joan Llongueres i Badia, Blanca Selva i Joan Massià. Es presentà a oposicions per a mestra el 1932 i va ser professora a les escoles del Mar i Blanquerna. L'any 1939 tornà a l'Argentina, on continuà la composició i l'estudi de la música incaica amb l'historiador i musicòleg Carlos Vega.Ensenyà música a l'Escuela Normal núm. 1 de Buenos Aires, on harmonitzaven temes tradicionals, per la qual cosa continua així en la seva línia nacionalista. Va ser membre activa de l'Asociación Argentina de Compositores de Música i el 1949 ingressà en la "Sociedad Argentina de Autores y Compositores". Com a compositora escriví peces de cambra, simfònica i lieder, i les seves obres estan influïdes per la música autòctona americana i, a partir dels anys 50 especialment, pel dodecafonisme.
La seva germana Maria es doctorà en Filosofia i Lletres (a Buenos Aires el 1927) amb la tesi Las excavaciones de Ampurias. De tornada a Catalunya, el 1930 assistia a Barcelona al seminari de traducció grec-català que feia Carles Riba a la Fundació Bernat Metge. Pianista i escriptora en llengua espanyola, col·laborà en les revistes La Nación, La Razón, El Hogar, Revista de l'Associació Wagneriana i La Revista de Música de Buenos Aires. L'any 1939 tornà a Buenos Aires. Als anys 40, l'editorial José Ballesta publicava a Buenos Aires la seva traducció de Les mil i una nits. A Buenos Aires va continuar la seva tasca de compositora, on morí l'any 1995. Alguna de les seves obres va obtindre èxit internacional, en especial el seu Quartet de corda.

#### Final de la seva vida
A la dècada de 1950 es produeix un canvi dràstic en el seu estil, degut al contacte amb el moviment dodecafònic iniciat a Argentina per Juan Carlos Paz, anomenat Grup Renovació. Si bé ja havia pres contacte amb aquesta nova corrent en el marc del Congrés de la música Simfònica Internacional, que es va realitzar a Barcelona el 1936, la Guerra Civil Espanyola li va impedir seguir aquest camí. Aquesta nova tècnica està representada pel grup de composicions en les quals utilitza sèries de dotze sons en un tractament lliure. Així doncs, veiem en Montserrat la dualitat i el conflicte emocional entre el seu país natal i el d’acollida, entre les sardanes i les escales incaiques, per això,  la nostàlgia està sempre present en la seva música. Després, torna a la seva ciutat natal durant deu anys on intenta establir-s’hi, però després de la guerra aquest paratge no és el més adequat per a continuar amb la seva carrera, així doncs, decideix tornar a Argentina, d’aquesta manera ja no tornaria més a la seva ciutat natal.
El fons personal de Montserrat Campmany es conserva a la Biblioteca de Catalunya.

## Danza india
A començaments de l'any 1929 a Barcelona, on l'Orquestra Pau Casals estrenà Danza india i Poemas de Cuyo', construïdes sobre l'escala pentatonal incaica (igual com Visión sinfónica i altres). L'estrena de Danza india va ser interpretada conjuntament amb altres obres i compositors com: La «Simfonia-» 'en do menor núm. 95, d'Haydn; les danses característiques «Festa», del mestre Pujol; «Trista», en forma de sardana, de E. Casals; «Tassarba», escena i dansa del foc, de E. Morera; «Bacanal del Vensberg», de «Tanhauser», de Wagner, i «La Gran Pasqua Russa», obertura de Rimsky Korsakof. Es diu que en aquesta sessió, van obtenir calorosos aplaudiments el mestre Casais, els professors de l'orquestra, la compositora Campmany i els mestres Pujol, E. Casals i Enric Morera.
La Danza india és una obra curiosa, de marcat exotisme. Escrita per a instruments de vent, de percussió i piano, es proposa evocar en ella el contrast entre els ritmes bruscos de les danses dels indis americans i els seus cants incoherents i melancòlics, entre la bullícia i la gatzara del ball i el temor i respecte que inspira el cap. Basada en l'escala pentatonal ofereix un colorit curiós i agrest, tant pels ritmes entretallats com per les sonoritats no exemptes d'aspror. Però en algun moment divaga, i aquesta divagació lleva força als contrastos cridats a reflectir l'ambient musical anunciat en el text descriptiu. És una obra de orientació moderna (la influència de Stravinsky és manifesta) que demostra en l'autora — i executant en l'audició ressenyada — bones disposicions per a la composició. En tots dos aspectes va ser festejada Montserrat Campmany amb aplaudiments i flors.

## Obres

### Obres per a veu
- L'absence
- Primavera
- Romancillo del milagro nº 1 de "tres corales en la" (1949)

### Obres per a piano
- Suite Incaica (1940)

### Obres per a veu i piano
- Azul (1954), sobre un poema d'Agustín Dentone
- Baguala (1944)
- Canto de amor (1954), sobre un poema d'Agustín Dentone
- Carita del cielo, lied, sobre un poema d'Agustín Dentone
- La casita de Tucumán, canción para niños (1952), amb lletra de Celia Peona
- Filant, sobre un poema de Josep Martí i Folguera
- Firulete: 6 canciones infantiles (1942), amb lletra de María Rosario Cipriota
- Jueirío, sobre un poema de Rafael Jijena Sánchez
- Poema otoñal (1922), amb textos de Rubén Darío
- Momento: lied, amb lletra de Margarita Abella Caprile
- Petit rondell, amb lletra de Jeroni Zanné
- El pollito Piu
- Tres cantos escolares, textos de Jeroni Zanné, traduïts en edició bilingüe castellà-francès (Comprèn Las calesitas, El pájaro y el gato i El barrilete)
- Un asra, sobre un poema de Heinrich Heine

### Música de cambra
- Al Sant Marçal de Plata (1942), per a cor
- Concierto para trompeta solista, metales y timbal
- Cuarteto de cuerdas en Mi mayor
- Cuarteto para saxofones (1958)
- Dansa índia (1929),[13]
- Día de feria en Tucumán, per a veu, flauta i arpa
- Dúo de saxofones
- Médano, per a veu, flauta i arpa
- Poemas de Cuyo (1925), per a veu, flauta i arpa
- Quintet per a violí en tres moviments
- Raïms i espigues (1919), per a cor
- Salve Regina, per a cor i orgue
- Siesta, per a veu, arpa i flauta

### Poemas sinfónicos
- La Perí, sobre Aiguaforts i aigües vessants (1920), de Jeroni Zanné
- Visión sinfónica (1930)

### Otros
- La leyenda de la yerba mate (1941), Comedia
- La guspira (1931), sardana per a cobla[14]
- Tonada (desconegut)

## Discografia i videografia
- Disc compacte Panorama de la música argentina 3: Compositores nacidos entre 1887 - 1903 Buenos Aires: Fondo Nacional de las Artes, 2006. Recull les peces Poemas de Cuyo, Siesta i Médano
- Vídeo Panorama de la música argentina: Compositores nacidos entre 1887 - 1903 Buenos Aires: Fondo Nacional de las Artes, 1999